# Arnicourt
Arnicourt é uma comuna francesa na região administrativa de Grande Leste, no departamento Ardenas. Estende-se por uma área de 8,13 km². Em 2010 a comuna tinha 159 habitantes (densidade: 19,6 hab./km²).